# 曼扎諾斯普林斯 (新墨西哥州)
曼扎諾斯普林斯（英語：Manzano Springs）是位於美國新墨西哥州伯納利歐縣及托蘭斯縣的普查規定居民點。

## 人口
根據2020年美國人口普查的數據，曼扎諾斯普林斯的面積為5.90平方千米，皆為陸地。當地共有人口154人，而人口密度為每平方千米26.1人。